# Myrina nzoiae
Myrina nzoiae är en fjärilsart som beskrevs av Stoneham 1937. Myrina nzoiae ingår i släktet Myrina och familjen juvelvingar. Inga underarter finns listade i Catalogue of Life.